# 比特古德山
比特古德山（英語：Mount Bitgood）是南極洲的山峰，位於瑪麗伯德地，處於洛克哈特山和科隆博山之間的福斯迪克山脈北部，屬於福特山脈的一部分，海拔高度1,150米，美國地質調查局根據測量和美國海軍拍攝的空中照片繪入地圖，現時由南極條約體系管理。